# Södertörns villastad

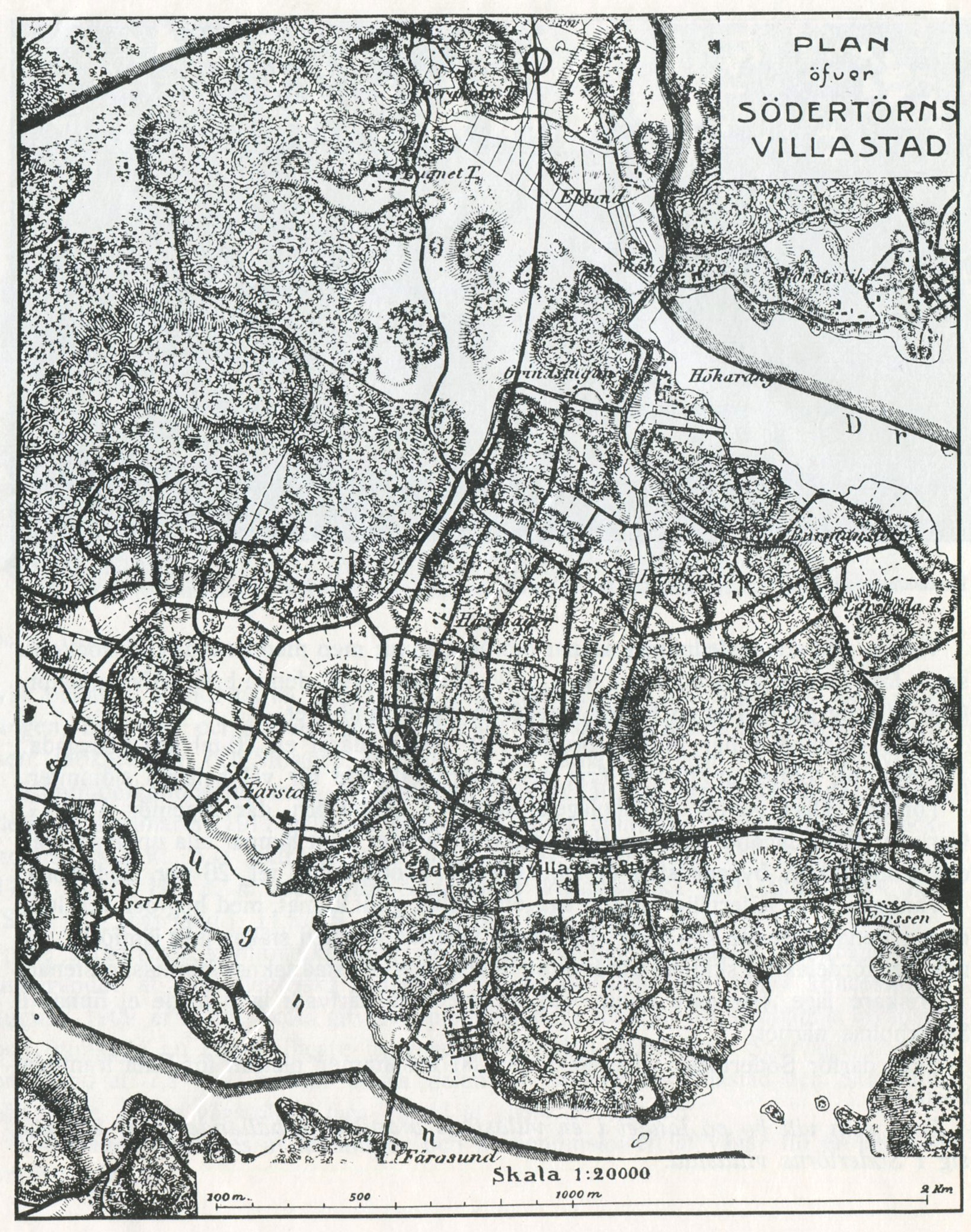
Södertörns villastad 1910.

Södertörns villastad var ett investerings- och nybyggnadsprojekt i södra delen av Brännkyrka socken beläget mellan sjöarna Drevviken och Magelungen. Landområdet köptes 1897 av det för ändamålet bildade företaget Aktiebolaget Södertörns Villastad som styckade upp närmare 600 villatomter. Med början 1901 uppfördes de första stora villorna för välbärgade stockholmare men tomtförsäljningen gick trögt och det blev aldrig någon villastad. Anledningen var främst otillfredsställande kommunikationer.
År 1912 förvärvade Stockholms stad Aktiebolaget Södertörns Villastad för sin framtida utökning. Numera heter området Fagersjö respektive Farsta strand. Några få ursprungliga villor finns kvar, men de flesta revs på 1950- och 1960-talen i samband med att det moderna Farsta växte fram. Södertörns villastad var också fram till 1989 namnet på järnvägsstationen Farsta strand.

## Bakgrund
Istället för att bruka marken blev det i slutet av 1800-talet allt lönsammare att sälja stora landområden för exploatering. Under perioden 1875-1900 uppstod ett antal fristående samhällsbildningar i Stockholms utkanter som i första hand kunde nås med nya järnvägslinjer och spårvägar. Villastäder som Djursholm, Storängen, Saltsjöbaden och Stocksund började anläggas för välbärgade stockholmare. Alla etablerades längs nya järnvägssträckor, som Saltsjöbanan och Roslagsbanan. Inte alla satsningar blev lyckade. En av dessa misslyckade nya villasamhällen var "Södertörns villastad" som skulle uppstå med draghjälp av den 1901 nyöppnade Stockholm-Nynäs Järnvägs AB (nuvarande Nynäsbanan). Den drogs från Nynäshamn mellan sjöarna Drevviken och Magelungen till Älvsjö station, där den anknöt till stambanan. Banan hade tre stationer i området; "Trångsund", "Fagersjö" (nedlagd 1963) och "Södertörns villastad" (omdöpt till "Farsta strand" 1989).

## Villastadens uppgång och fall

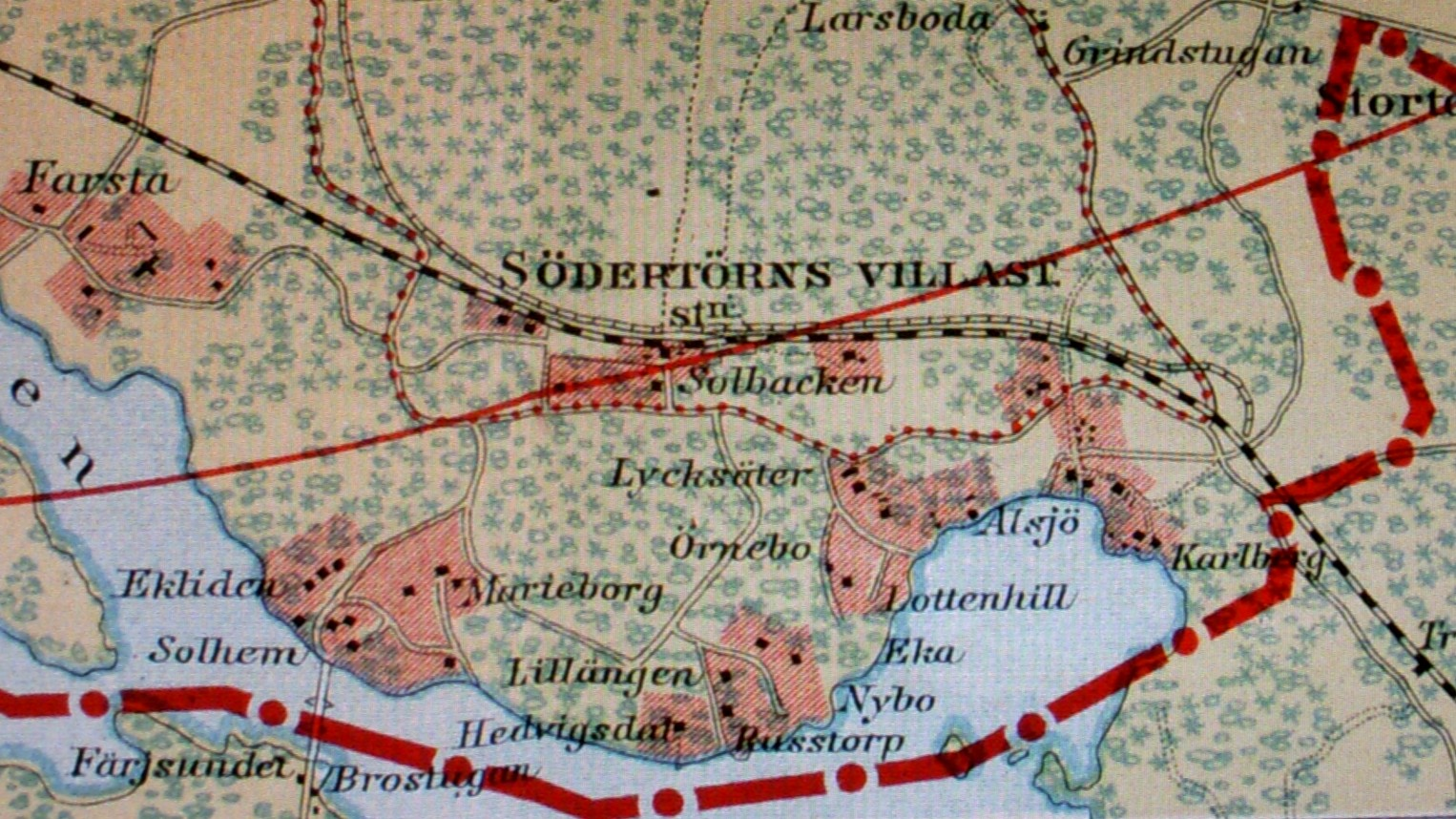
Del av Södertörns villastad 1912.

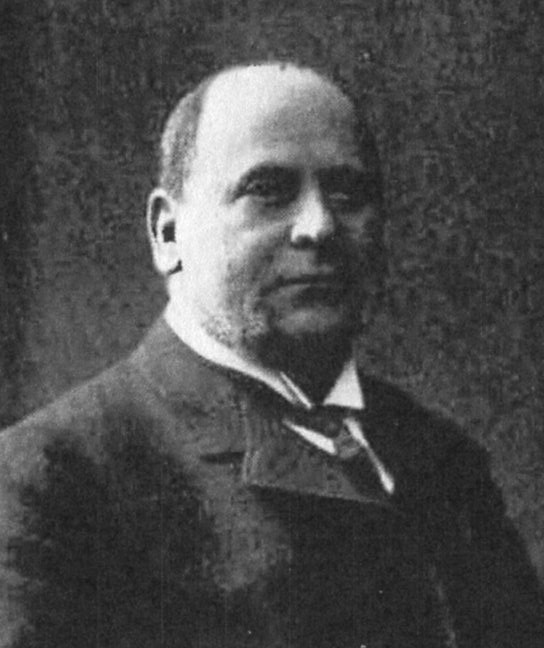
Fredric Althainz.

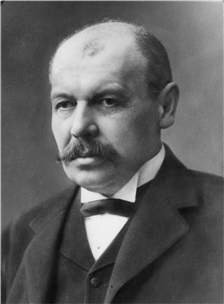
Louis Fraenckel.

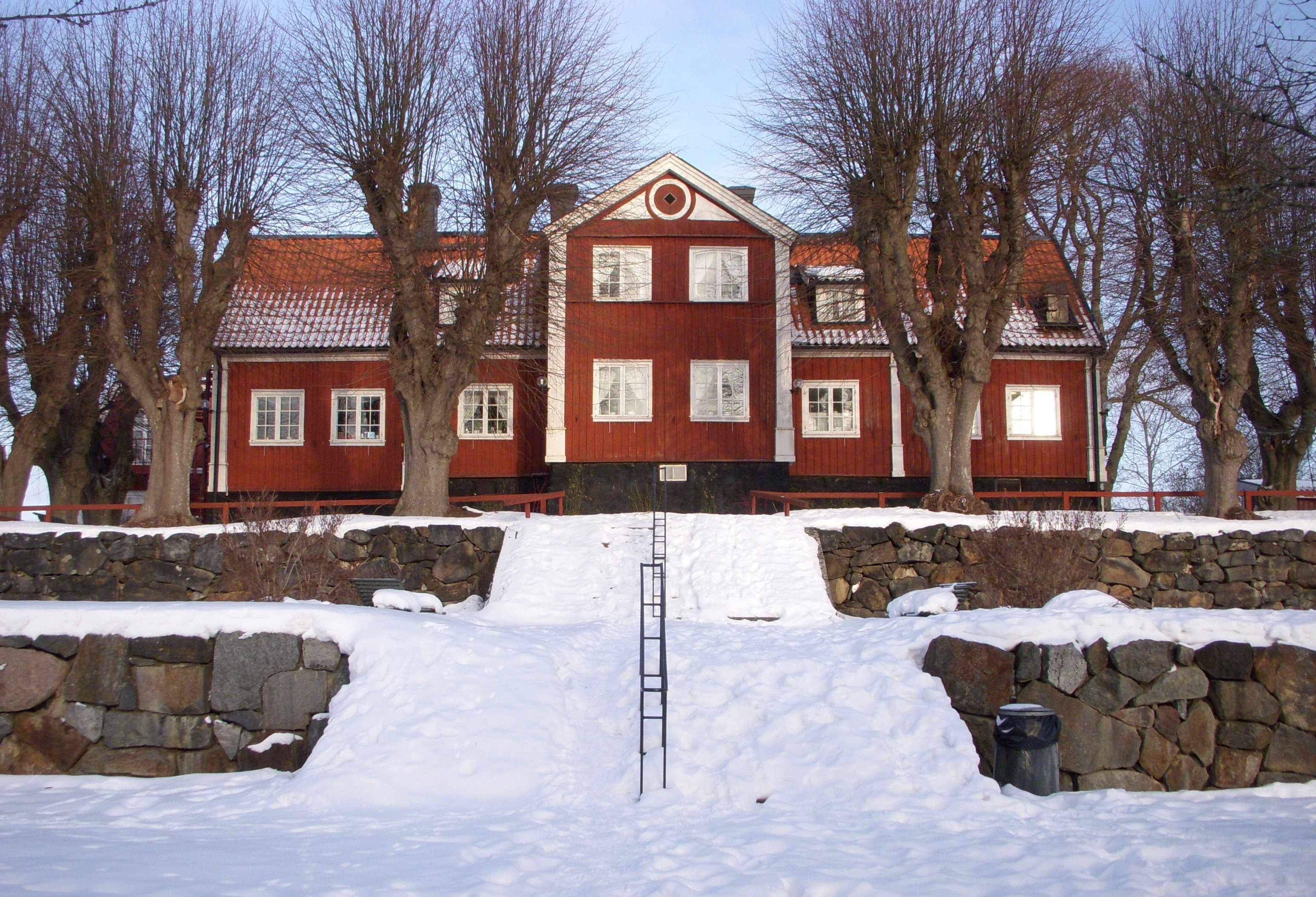
Farsta gård i januari 2011.

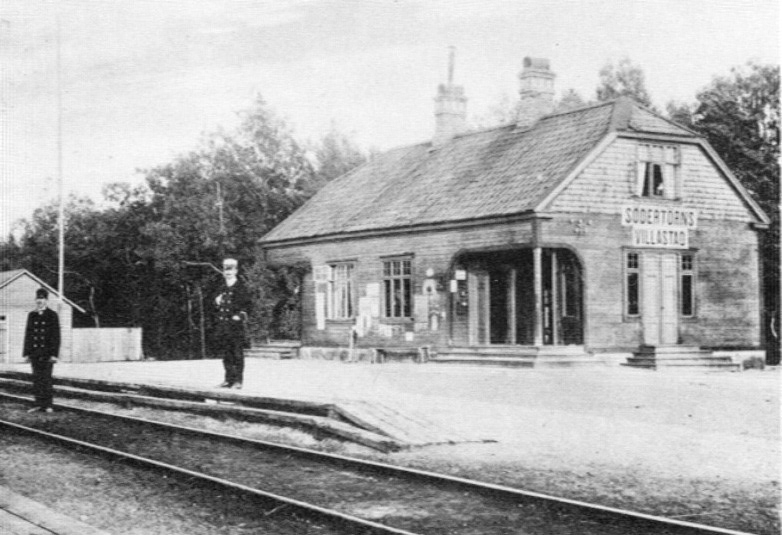
Stationshuset "Södertörns villastad".

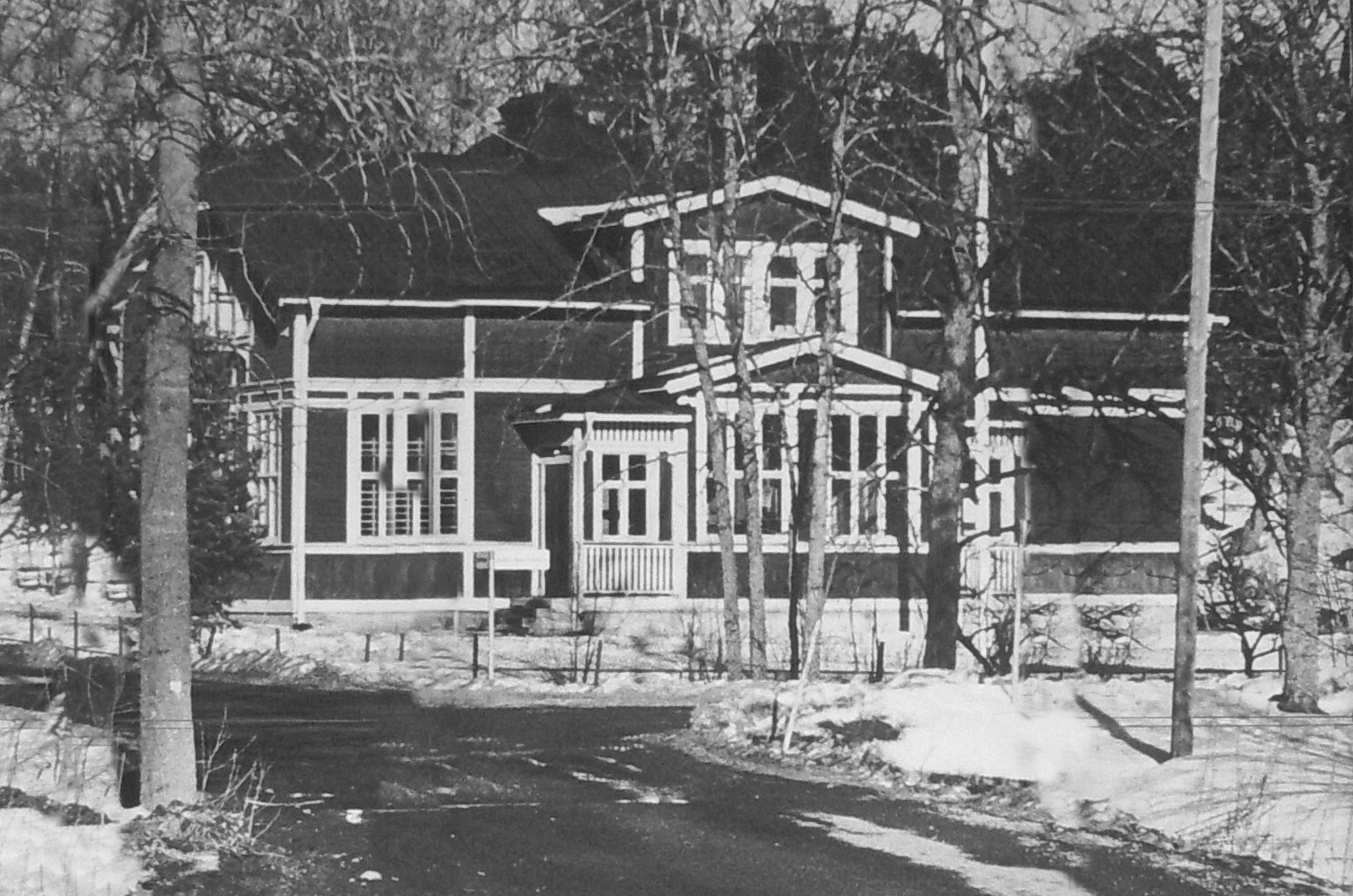
Södertörnsskolan 1905.

Det var två kända grosshandlare och affärsmän, Fredric Althainz och Carl Bengtsson, som 1887 tillsammans köpte egendomen "Farsta gård" med tillhörande ägor. Landområdet omfattade omkring 1000 hektar. Althainz var innehavare av kvarn- och spannmålsfirman A. Svanberg &. Co., som på sin tid ägde den bekanta Eldkvarn på Kungsholmen, där numera Stockholms stadshus står. Han hade även deltagit i bildandet av Stockholms Nya Spårvägs AB, alltså det första spårvägsföretaget i Stockholm. Bengtsson var verkställande direktör i Holmberg & Möllers Kvarn AB (Saltsjökvarn) och därmed Althainz’ affärskollega.
De bildade Aktiebolaget Södertörns Villastad, styckade upp området i närmare 600 tomter och började sälja dessa för villabebyggelse. En del av dem låg direkt vid sjön Magelungen och andra vid Drevviken. Enligt bolaget "...de allra vackraste sjö- och bergstomter med vidsträckta utsikter lika väl som tomter på slättmark med utmärkt trädgårdsjord. [...] Landsvägen söderut från Skanstull räknadt är afståndet till Södertörn endast 7,5 km."
År 1901 förbättrades kommunikationerna in till Stockholm, när Nynäsbanan invigdes och en station “Södertörns villastad” (nuvarande station “Farsta strand”) inrättades. Men turtätheten var gles med bara sju avgångar per dag från Stockholms central (och två extratåg på helgen). Tågen gick då via Liljeholmen till Stockholm vilket förlängde resan (först 1929 kom en kortare sträckning via Årstabron). 
Kring järnvägsstationen "Södertörns villastad" bildades ett litet centrum med telegrafstation och affär ägd av Stieg Trenters far, där Stieg själv på 1920-talet hjälpte till ibland. Trenters kriminalroman Träff i helfigur hör hemma i denna bygd och Stieg Trenters torg påminner fortfarande om författaren som föddes 1914 på adress Magelungsvägen 453 inte långt från platsen.
Den kommunala servicen var avlägsen; polisen kom från Liljeholmen och närmaste läkare fanns i Enskede. Skolan (Södertörnsskolan, senare kallad Farsta skola) låg i nuvarande Farsta Centrum. 1911 undervisade man sex klasser, skolan användes även som gudstjänstlokal. Skolan byggdes 1905 och revs 1954. Det bildades en villaförening som skötte allmänningar och badet vid Magelungen (nuvarande Farsta strandbad) och såg till att de mest trafikerade vägarna upplystes med så kallade "luxlampor" (en sorts fotogenglödljuslampor för gatubelysning tillverkade av firman AB Lux på Lilla Essingen). Elektrisk ström fanns inte; den drogs först fram under 1920-talet.
År 1911 hade bara 110 tomter försålts och cirka 70 av dem var bebyggda, främst längs Fagersjövägen, norr om järnvägen och dåvarande Fagersjö stationshus samt utmed stranden vid Magelungen. Tomtpriset låg på mellan 10 och 18 öre per kvm, varvid det högre priset gällde "väl belägna sjötomter".
Bolaget lockade med "friskare läge, härligare natur och ett mer ofördärfvadt land torde ej finnas i Stockholms närhet…" och med slagord som "den, som vill bo på landet i en villastads ordnade förhållanden, bör bosätta sig i Södertörns villastad". Men försäljningen gick trögt och affärerna var inte särskilt lönsamma. Nybyggare uteblev eftersom det var så dåliga kommunikationer till centrala Stockholm trots att järnvägstrafiken på Nynäsbanan kommit igång 1901. Att kommunikationerna var ett problem för bolaget visar försöken att få en spårvägslinje från Skanstull till södra delen av villastaden. Då skulle det ta cirka 20 minuter för resan. Men trots upprepade framställningar hos dåvarande Stockholms Södra Spårvägs AB och trots att fältarbeten med utstakning troligen hade genomförts kom linjen aldrig på plats (det skulle dröja till 1971 innan tunnelbanan drogs till Farsta strand).
Det fanns ytterligare ett problem och det var att ordnat vatten och avlopp saknades. Problemet delade Södertörns villastad med relativt närbelägna Örby villastad, också inom Brännkyrka socken (som dock låg närmare centrala Stockholm och järnvägens stambana, vilket möjligen åtminstone löste kommunikationsfrågan). I en reklamskrift från 1911 menade bolaget att "… med Brännkyrka sockens snart förestående inkorporering med hufvudstaden torde denna brist blifva afhjälpt. God tillgång till källvatten finns emellertid inom samhället." Sanningen var dock att brunnar sinade varma och torra somrar.
När Carl Bengtsson dog 1902 övertog partnern Althainz hela engagemanget i affären för egen räkning. 1910 hade Södertörns villastad 334 invånare, samma år dog även Althainz, men då hade han redan avvecklat sitt intresse i Södertörns villastad. Bolaget hade övergått till ett konsortium med bland andra bankdirektören i Stockholms Handelsbank Louis Fraenckel i spetsen. Det var troligen han som senare påskyndade försäljningen till Stockholms stad.
Den 19 april 1912 förvärvade Stockholms stad "AB Södertörns villastad" och det som återstod av marken. Totalt rörde det sig om 645 hektar land till ett pris av 1 miljoner kronor eller 15,5 öre per kvm. Egendomarnas taxeringsvärde var 249 000 kronor och den växande skogen uppskattades till 53 000 kronor. Initiativet till köpet kom från stadens borgmästare Carl Lindhagen och stadsingenjören Herman Ygberg. Staden fortsatte enbart i ringa omfattning med tomtförsäljningen eftersom syftet med de stora tomtköpen i Stockholms omgivning var att säkra stadens framtida utökning. En annan anledning var att få stopp på en omfattande markspekulation kring sekelskiftet 1900, där spekulanter köpte upp stora markområden och tjänade enorma pengar på privat exploatering. Den mark som staden sedermera tillhandahöll för bebyggelse uppläts med tomträtt (se Stockholms trädgårdsstäder).

## Området idag

### Den moderna bebyggelsen

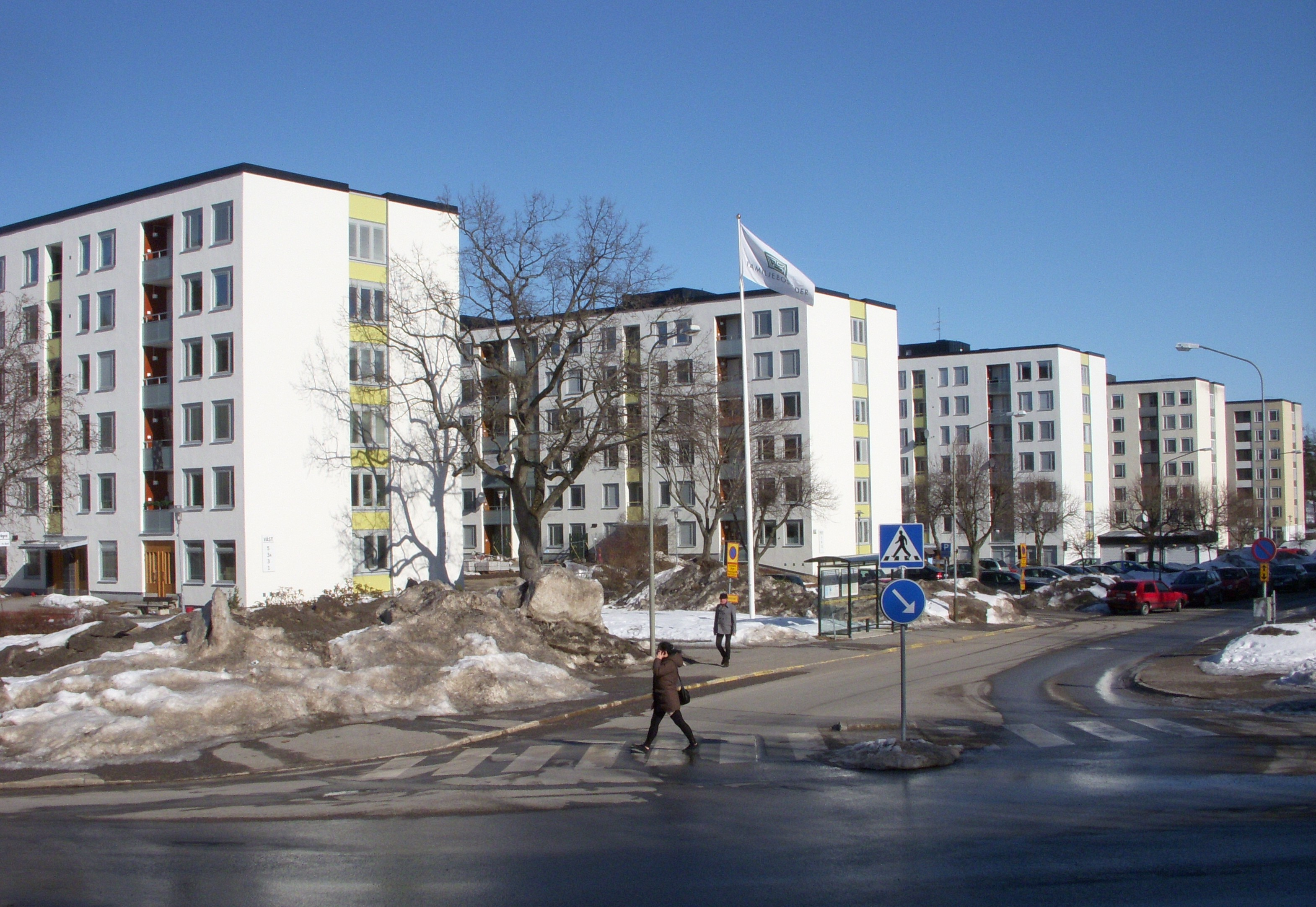
Renoverad 1960-talsbebyggelse längs Nordmarksvägen i Farsta strand, mars 2011.

Det dröjde till 1953 innan Stockholms stad lät utarbeta en generalplanen för Farsta med omgivning. Stadsdelen skulle ha sin egen sociala service med skola, idrott, daghem samt visst kommersiellt utbud efter Vällingbys förebild. Den första stadsplanen, signerad av stadsplaneavdelningens chefsarkitekt Torsten Westman, eftersträvade en klar arkitektonisk åtskillnad mellan den äldre villamiljön och den nya hyreshusbebyggelsen.
Utbyggnaden påbörjades 1957 med några flerbostadshus och tog rejäl fart 1959. I samband med att det moderna Farsta strand  och Fagersjö växte fram revs de flesta villorna från Södertörns villastads tid, i stället uppfördes moderna flerfamiljshus i sedvanlig modernistisk stil med lamellhus, smalhus, punkthus och radhus. Största aktörerna var Svenska bostäder, Stockholms Kooperativa Bostadsförening och Familjebostäder. Byggandet skedde huvudsakligen 1964-1968.

### Södertörnsvillorna idag
Många av villorna är rivna och de kvarvarande är förändrade. En av de välbevarade i Fagersjö är Villa Edvardshäll som 1903 var det första huset att uppföras i västra delen av Södertörns villastad. Byggherre var maskinarbetaren Edvard Samuelsson som lät uppkalla byggnaden efter sig själv. Detta kom att bli något av en norm; pionjärerna i Fagersjö var oftast hantverkare som uppkallade sin ofta självbyggda villa efter sig själv.
Även i Farsta strandsdelen finns en del villor bevarade, många med egna namn som Russtorp (1902), Gyllings villa (1903), Ingenjörens hus (1903), Villa Kolmo (1904) Villa Bjälbo (1905) och Elliotska villan (1905). Den äldsta är jugendstilvillan Dagaborg byggd 1902 intill sjön Magelungen för auditören August von Hedenberg, krigsdomare vid kustflottan och vice krigsdomare vid Livregementets dragoner. År 1900 gifte han sig med Dagmar Cronholm och efter henne kallade han byggnaden "Dagaborg", som skulle bli deras sommarnöje. Men glädjen blev kort. Hustrun dog 1904 och huset såldes.
De flesta av villorna längs Magelungen i Farsta strand ägs numera av Stockholms stad som hyr ut dem för förenings- och ateljéverksamhet samt förskolor. "Södertörns villastad" som namn på en järnvägsstation på Nynäsbanan levde kvar fram till 1989, då stationen bytte namn till Farsta strand.

### Villor i urval

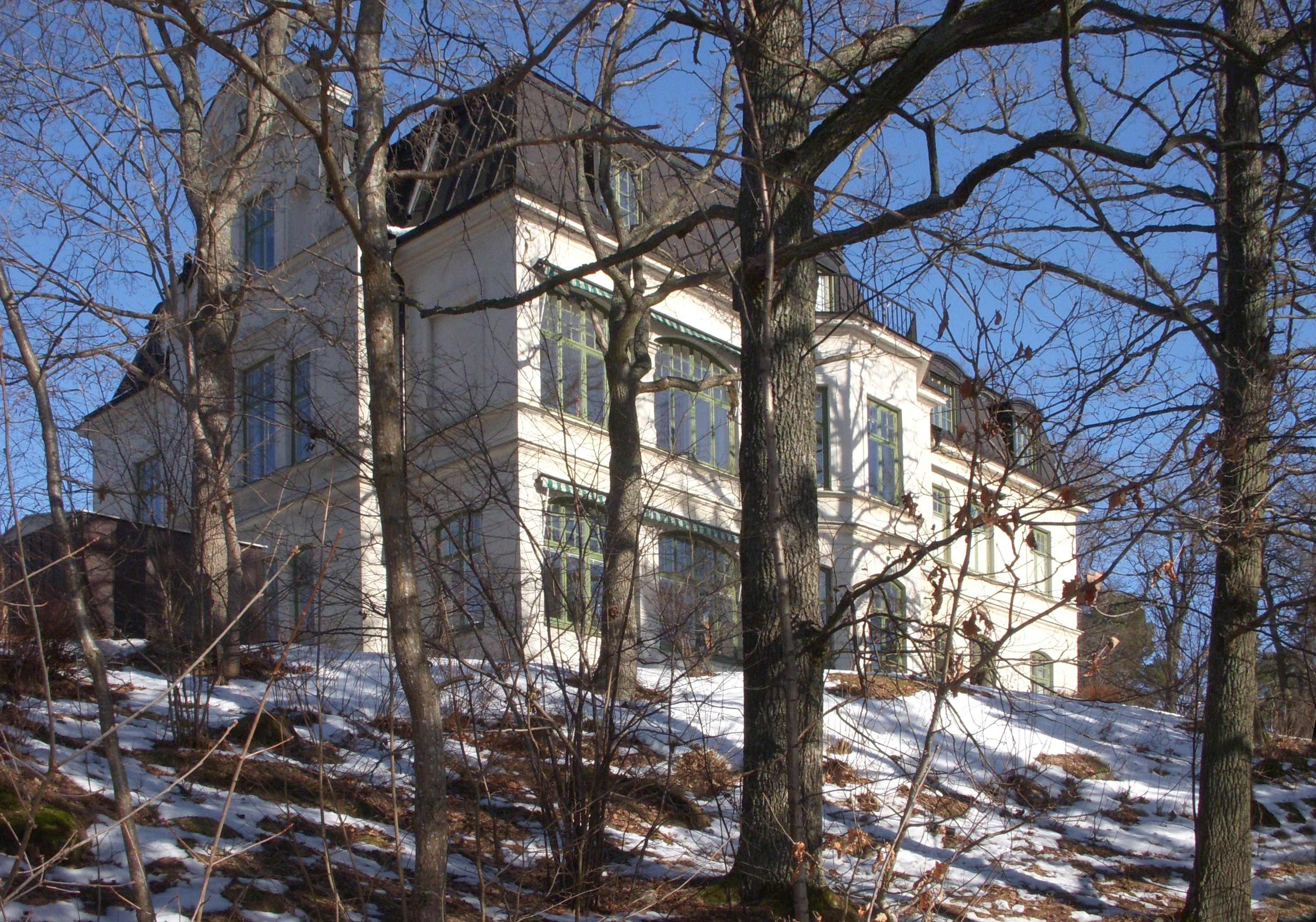
Ingenjörens hus
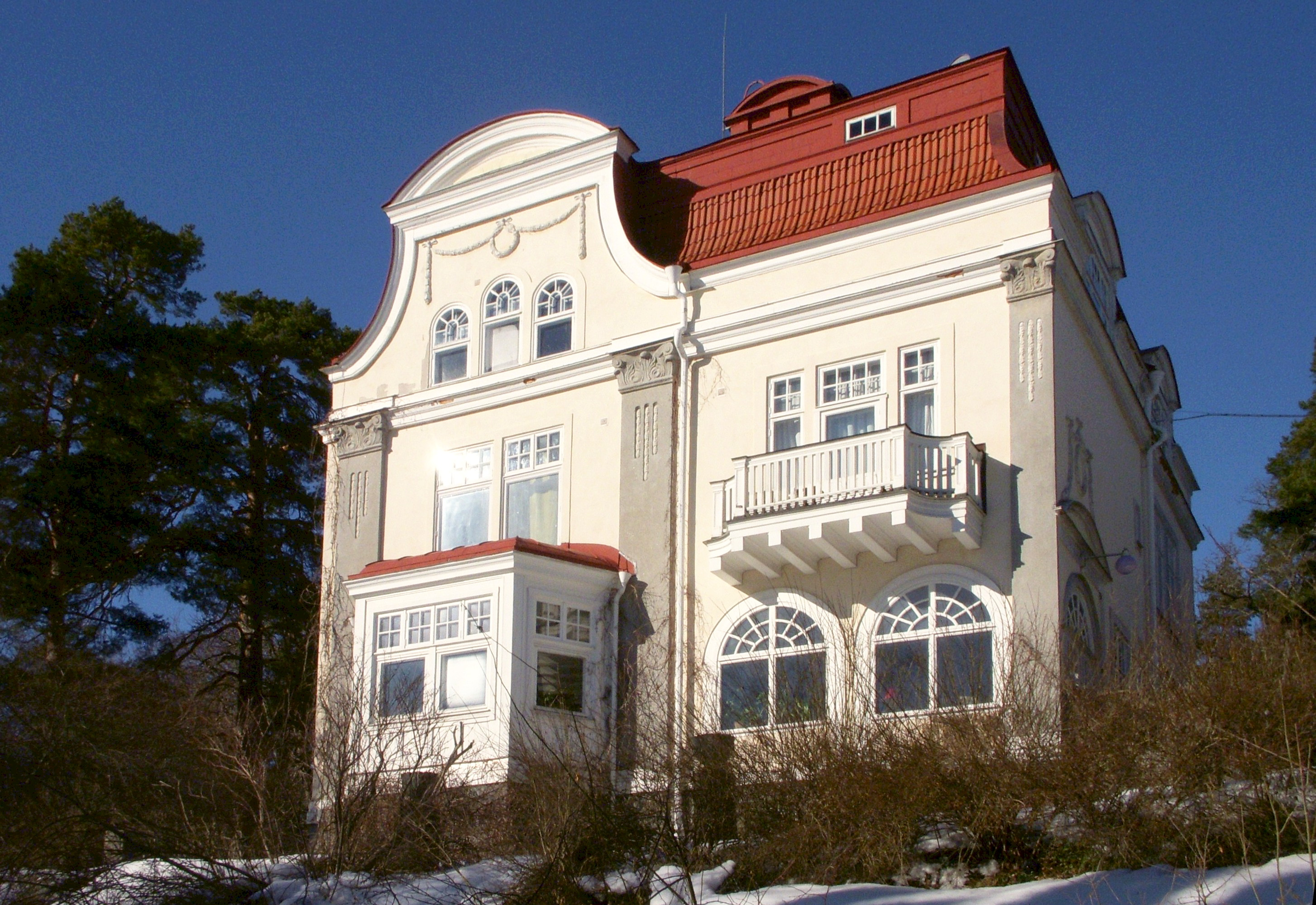
Villa Dagaborg
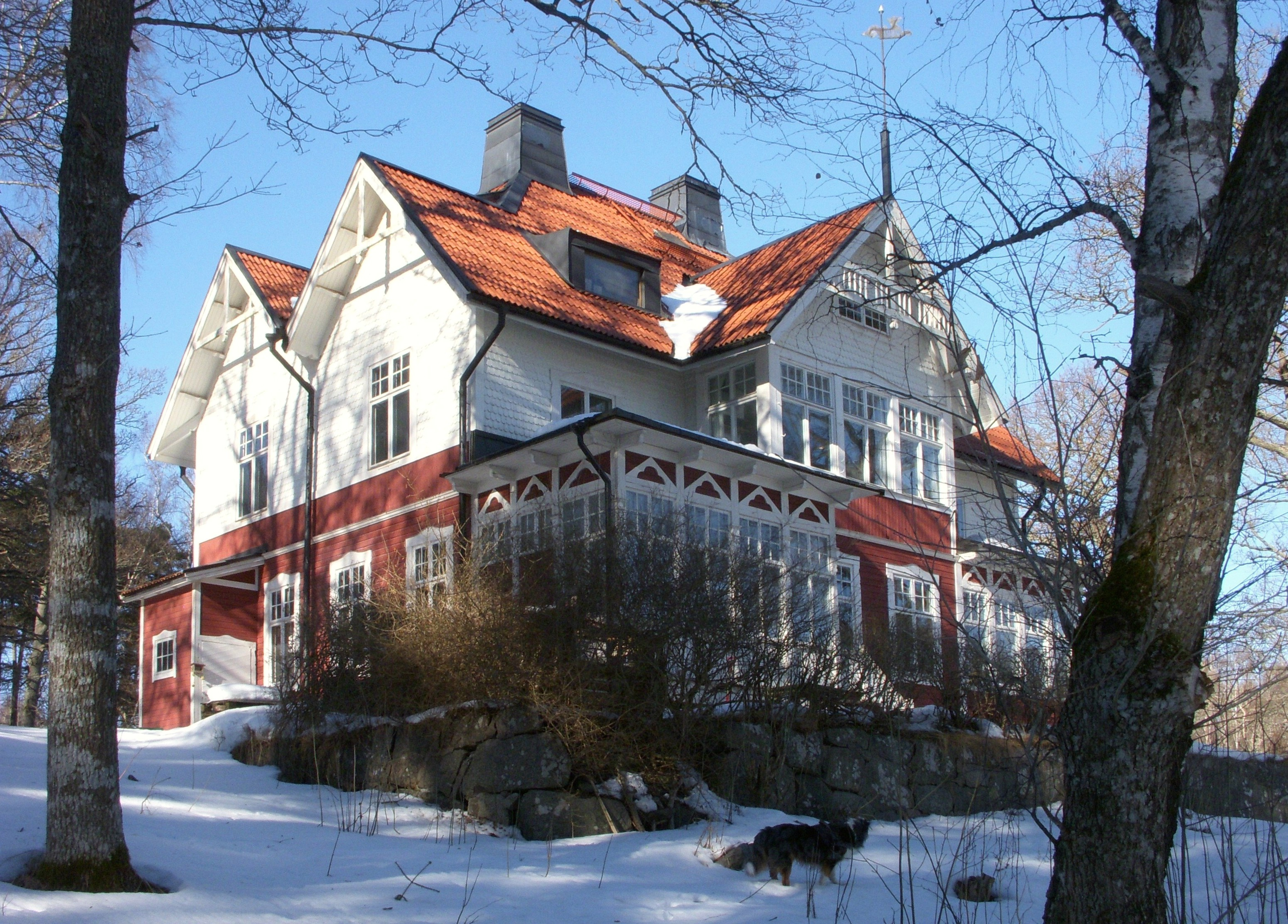
Villa Kolmo
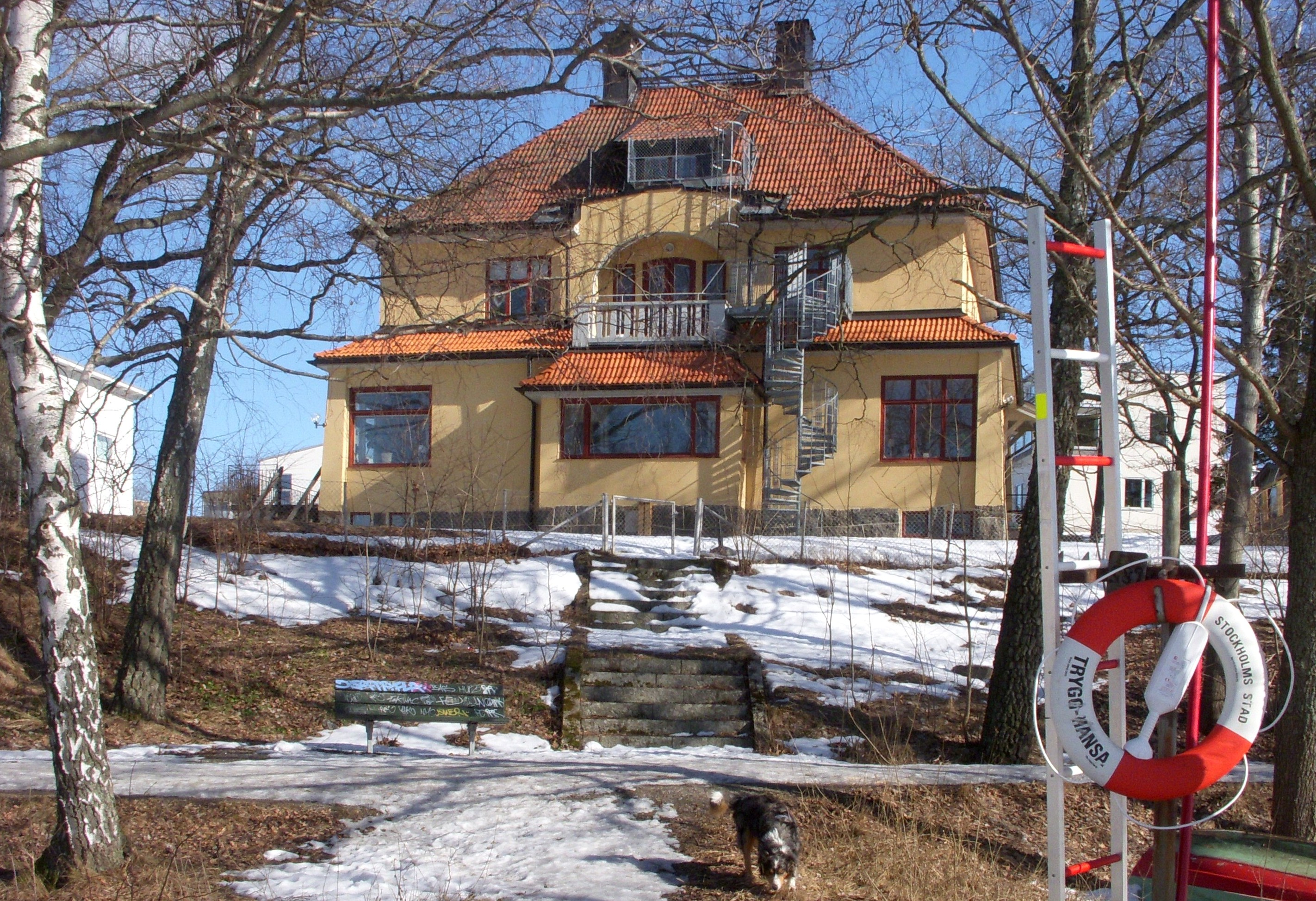
Elliotska villan
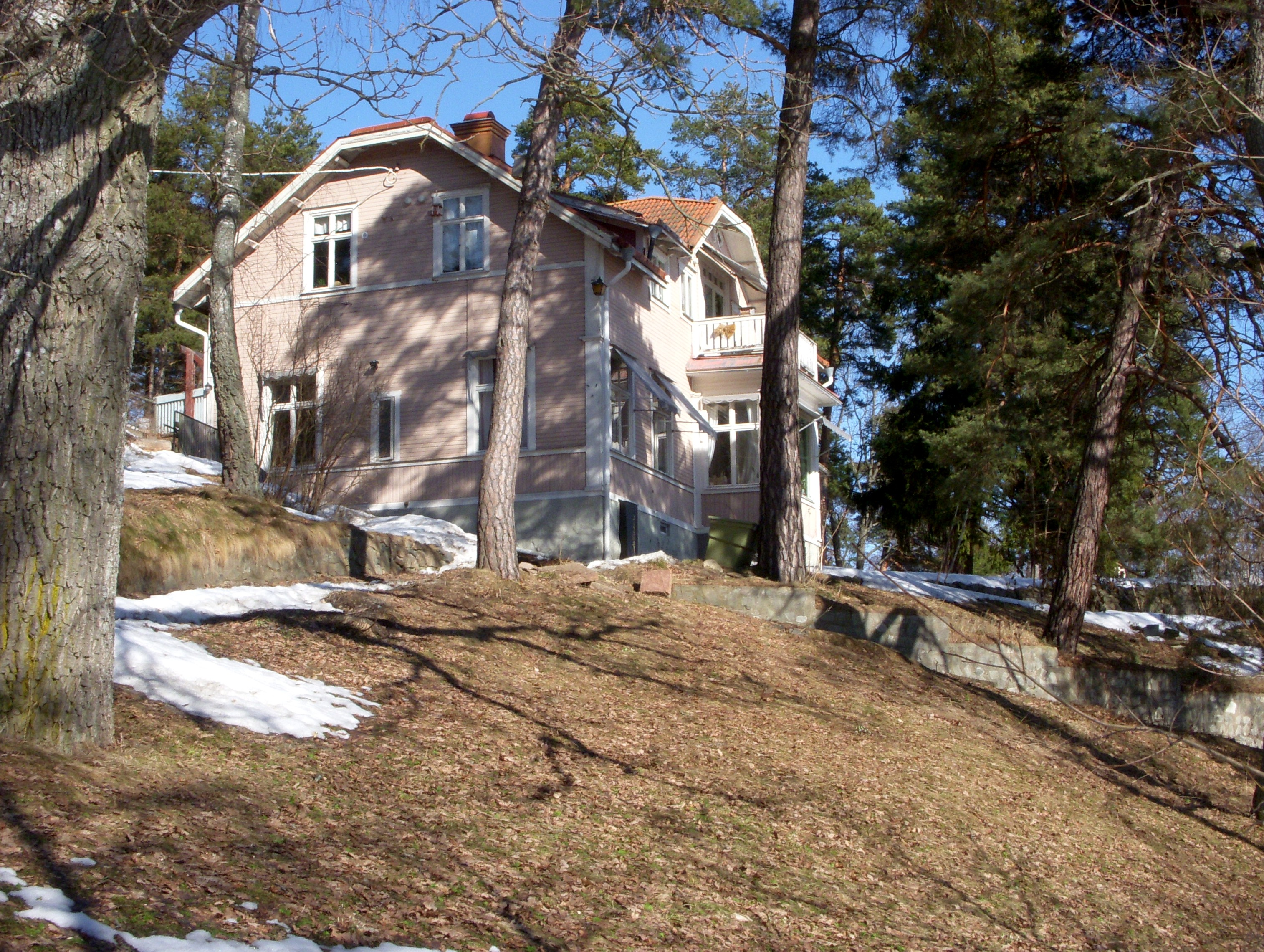
Gyllings villa
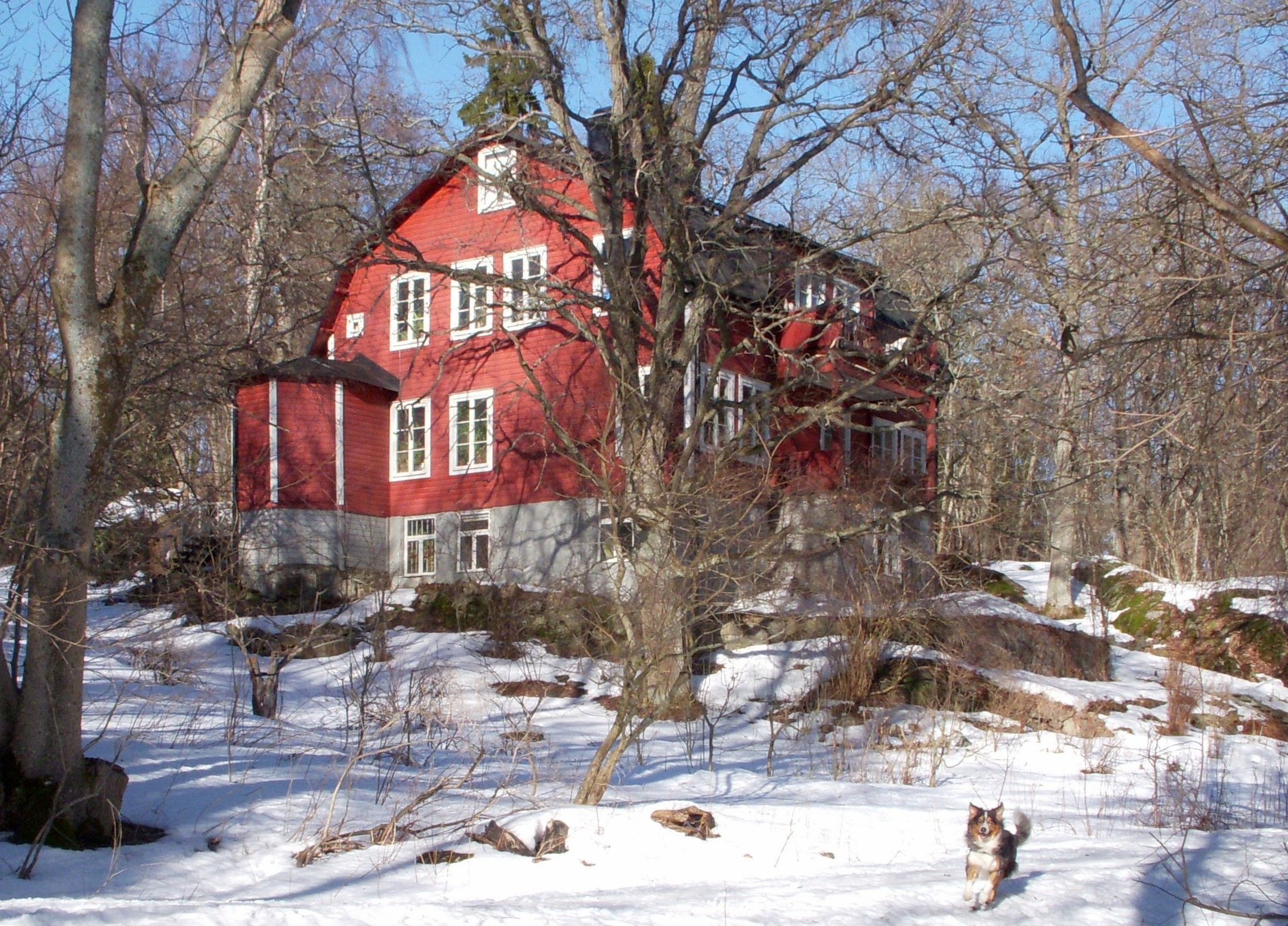
Russtorp
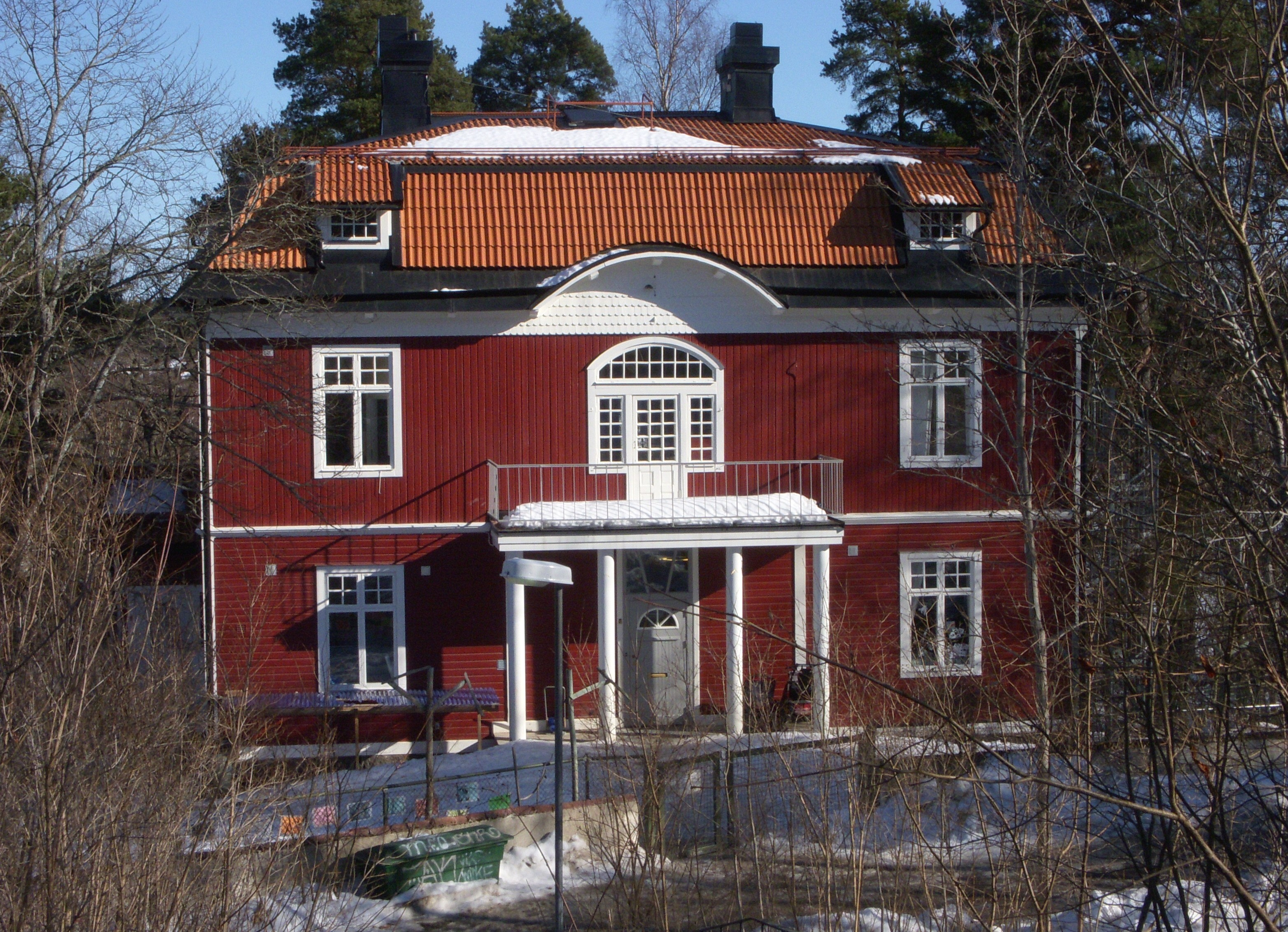
Marö 5
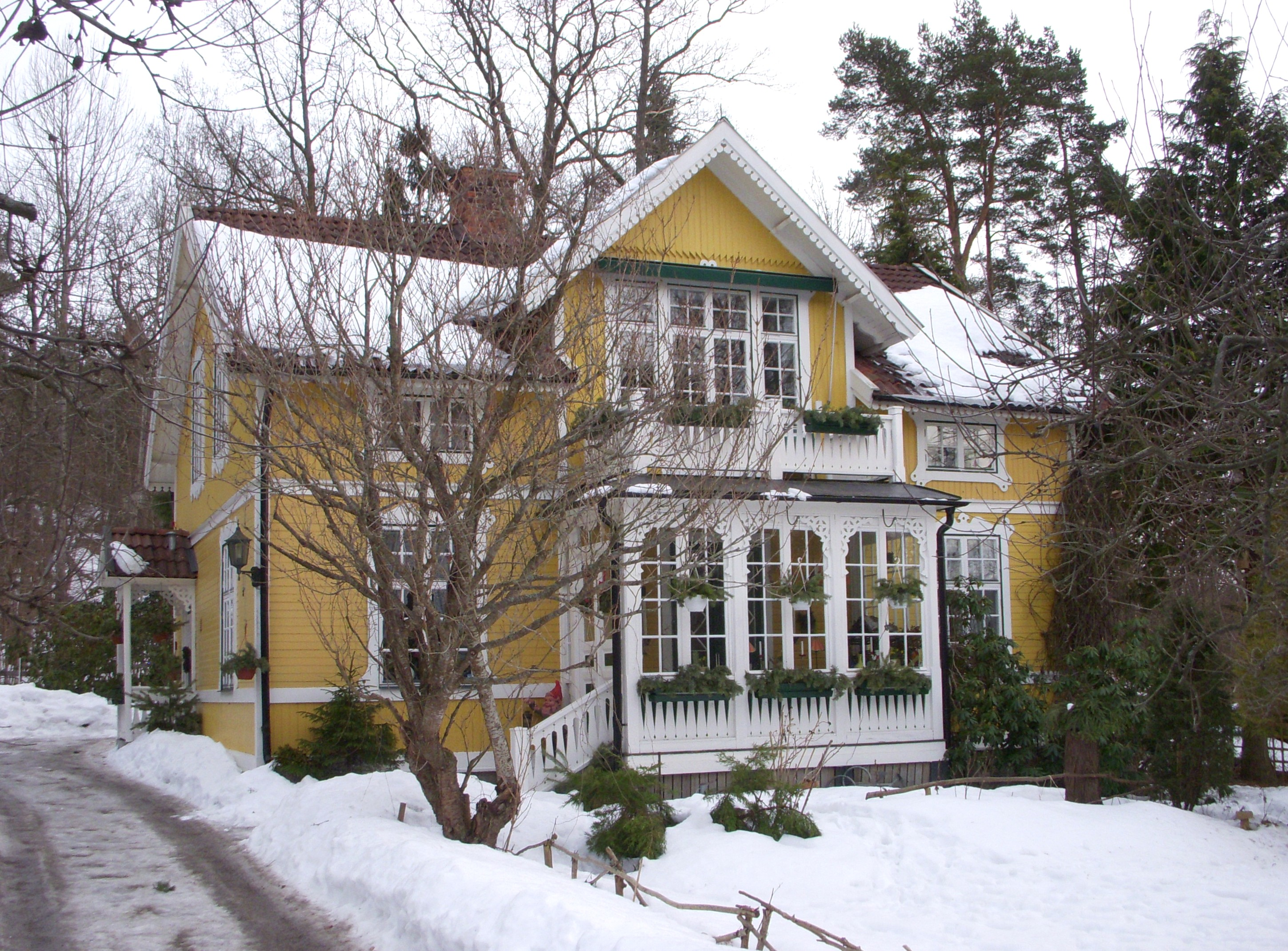
Villa Edvardshäll